# Rolf Dieter
Rolf Dieter ist ein ehemaliger deutscher Basketballnationalspieler.

## Laufbahn
Dieter spielte in der Jugend des VfL Osnabrück und ab Mitte der 1960er Jahre auch in der Herrenmannschaft der Niedersachsen. 1968 wurde er mit dem VfL deutscher Vizemeister und wechselte danach innerhalb der Basketball-Bundesliga zum FC Bayern München. 1969 ging er zum USC München (ebenfalls Bundesliga), mit dem er 1971 deutscher Vizemeister wurde.
1968 nahm Dieter mit der bundesdeutschen Nationalmannschaft an der Ausscheidungsrunde für die Olympischen Spiele sowie 1971 an der Europameisterschaft teil.

## Weblink
- Spiele mit der deutschen Nationalmannschaft